# Amaury Bitetti
Amaury Bitetti (Rio de Janeiro, 14 de abril de 1969) é um ex-lutador e promotor brasileiro de artes marciais mistas que detém a graduação de faixa-preta e vermelha de 7º grau em jiu-jítsu brasileiro (BJJ). Considerado por muitos como um dos maiores competidores de BJJ de todos os tempos, Bitetti é bicampeão mundial de jiu-jítsu na categoria absoluto — o primeiro a conquistar o título — e bicampeão brasileiro. Após competir no Vale Tudo / MMA, Bitetti fundou a organização de lutas de MMA Bitetti Combate.

## Carreira no jiu-jitsu brasileiro
Bitetti começou a treinar com o falecido Carlson Gracie aos cinco anos de idade, na Academia Carlson Gracie, no Rio de Janeiro, Brasil.
Ele conquistou o título do Campeonato Mundial de Jiu-Jitsu na divisão absoluto em 1996 e 1997.
Bitetti também venceu o Campeonato Brasileiro de Jiu-Jitsu em 1998 e 2000 na divisão até 94kg, além de ter conquistado a medalha de bronze no Campeonato Mundial de Jiu-Jitsu em 1999.

## Carreira no MMA
A primeira luta de Bitetti seria no evento Desafio – Jiu Jitsu vs Luta Livre, em 1991, um confronto entre lutadores de jiu-jítsu brasileiro e luta livre. Ele estava originalmente escalado para enfrentar o especialista em luta livre Marco Ruas, mas Ruas acabou cancelando sua participação e Bitetti foi declarado vencedor por W.O.
Amaury fez sua estreia em 1995, no torneio Desafio: International Vale Tudo. Representando o jiu-jítsu brasileiro, ele enfrentou na primeira rodada o lutador de caratê Francisco Nonato, a quem derrotou ao levar a luta para o chão e aplicar uma sequência de socos.
Na sequência, Bitetti venceu o kickboxer James Adler da mesma forma e avançou para a final, onde enfrentou o capoeirista Mestre Hulk. O faixa-preta esperou os chutes giratórios do adversário e tentou a queda de perna dupla (double leg), mas foi surpreendido por um cruzado de direita do capoeirista, caindo ao chão e recebendo quatorze golpes sem resposta até o árbitro João Alberto Barreto interromper a luta.

## Ultimate Fighting Championship
Em 1996, Bitetti estreou no Ultimate Fighting Championship durante o UFC 9, substituindo o lesionado Marco Ruas em sua luta contra Don Frye. O combate ficou marcado pela quantidade de punição recebida por Amaury, já que Frye defendeu suas primeiras quedas e começou a conectar socos, joelhadas e cotoveladas, tanto em pé quanto no chão. Após uma dura sequência de cotoveladas na cabeça e na coluna, o árbitro interrompeu a luta e declarou Frye vencedor.
Amaury retornou ao UFC no UFC 26, onde enfrentou Alex Andrade, treinado por Ken Shamrock. Desta vez, Bitetti começou de forma agressiva, mas Andrade respondeu com um chute no rosto, recebendo um cartão amarelo, já que usava calçados de wrestling e, portanto, não poderia chutar legalmente. O brasileiro continuou conectando várias combinações durante a luta, mas acabou vencendo por desclassificação, pois no segundo round Andrade acertou novamente um chute ilegal na cabeça.

## Após a aposentadoria
Bitetti esteve no córner de Antônio Rodrigo Nogueira quando este finalizou Tim Sylvia para conquistar o Campeonato Peso Pesado do UFC no UFC 81. Ele também possui uma vitória sobre o veterano do UFC Dennis Hallman.
Em 2002, fundou sua própria organização de artes marciais mistas, chamada Bitetti Combat. A companhia realizou seu 14º evento em 9 de março de 2013.
Bitetti declarou que gostaria de enfrentar Roberto Traven no ADCC de 2013.
Em maio de 2020, após 31 anos como faixa-preta, Bitetti foi graduado com a faixa coral pelo mestre Osvaldo Alves.

## Títulos e conquistas

### Jiu-jítsu brasileiro
- Bicampeão Mundial da IBJJF (1996 / 1997)
- 3º lugar no Campeonato Mundial da IBJJF (1999[15])
- Campeão Brasileiro da CBJJ (1998 / 2000)

### Artes marciais mistas
- Ultimate Fighting Championship
  - Prêmios da Enciclopédia do UFC
    - Luta da Noite (uma vez) vs. Don Frye[16]

- Desafio
  - Finalista do Torneio Internacional de Vale Tudo (1995)

| Cartel no MMA       |            |            |
| 7 lutas             | 5 vitórias | 2 derrotas |
| Por nocaute         | 2          | 2          |
| Por finalização     | 1          | 0          |
| Por decisão         | 1          | 0          |
| Por desqualificação | 1          | 0          |

| Res.    | Cartel | Oponente       | Método                                       | Evento                           | Data                   | Round | Tempo | Local                              | Notas                       |
| ------- | ------ | -------------- | -------------------------------------------- | -------------------------------- | ---------------------- | ----- | ----- | ---------------------------------- | --------------------------- |
| Vitória | 5–2    | Dennis Hallman | Decisão (dividida)                           | Shogun 1                         | 15 de dezembro de 2001 | 3     | 5:00  | Honolulu, Havaí, Estados Unidos    |                             |
| Vitória | 4–2    | Alex Andrade   | Desclassificação (chute com sapatos)         | UFC 26                           | 9 de junho de 2000     | 2     | 0:43  | Cedar Rapids, Iowa, Estados Unidos |                             |
| Vitória | 3–2    | Maurice Travis | Finalização (mata-leão)                      | Vale Tudo O Lutador              | 19 de dezembro de 1996 | 1     | 3:17  | Rio de Janeiro, Brasil             |                             |
| Derrota | 2–2    | Don Frye       | Nocaute Técnico (socos)                      | UFC 9                            | 17 de maio de 1996     | 1     | 9:22  | Detroit, Michigan, Estados Unidos  |                             |
| Derrota | 2–1    | Mestre Hulk    | Nocaute (socos)                              | Desafio: International Vale Tudo | 5 de janeiro de 1995   | 1     | 0:23  | Brasil                             | Final do torneio            |
| Vitória | 2–0    | James Adler    | Nocaute Técnico (desistência devido a socos) | Desafio: International Vale Tudo | 5 de janeiro de 1995   | 1     | 1:51  | Brasil                             | Semifinal do torneio        |
| Vitória | 1–0    | Nonato Nonato  | Nocaute Técnico (desistência devido a socos) | Desafio: International Vale Tudo | 5 de janeiro de 1995   | 1     | 3:57  | Brasil                             | Quartas de final do torneio |